# Christian Nyampeta
 (avril 2022).
Christian Nyampeta, né en 1981, est un artiste néerlandais d'origine rwandaise. Sa pratique artistique se situe à l'intersection de l'art, du design et de la pensée critique, le plaçant dans une quête de nouvelles narratives sur le vivre ensemble.
Il soutient sa thèse au département des cultures visuelles de Goldsmith en 2020. Il expose dans de nombreux musées et événements en Europe, aux USA et en Afrique.